# Groupe de sociétés Irving
Pour les articles homonymes, voir Irving.
Le groupe de sociétés Irving est un nom informel donné aux sociétés détenues et contrôlées par les descendants de l'industriel canadien K. C. Irving du Nouveau-Brunswick : ses fils James K. (1928-2024), Arthur (1930-2024) et John (1932-2010), ainsi que leurs enfants respectifs.

## Structure

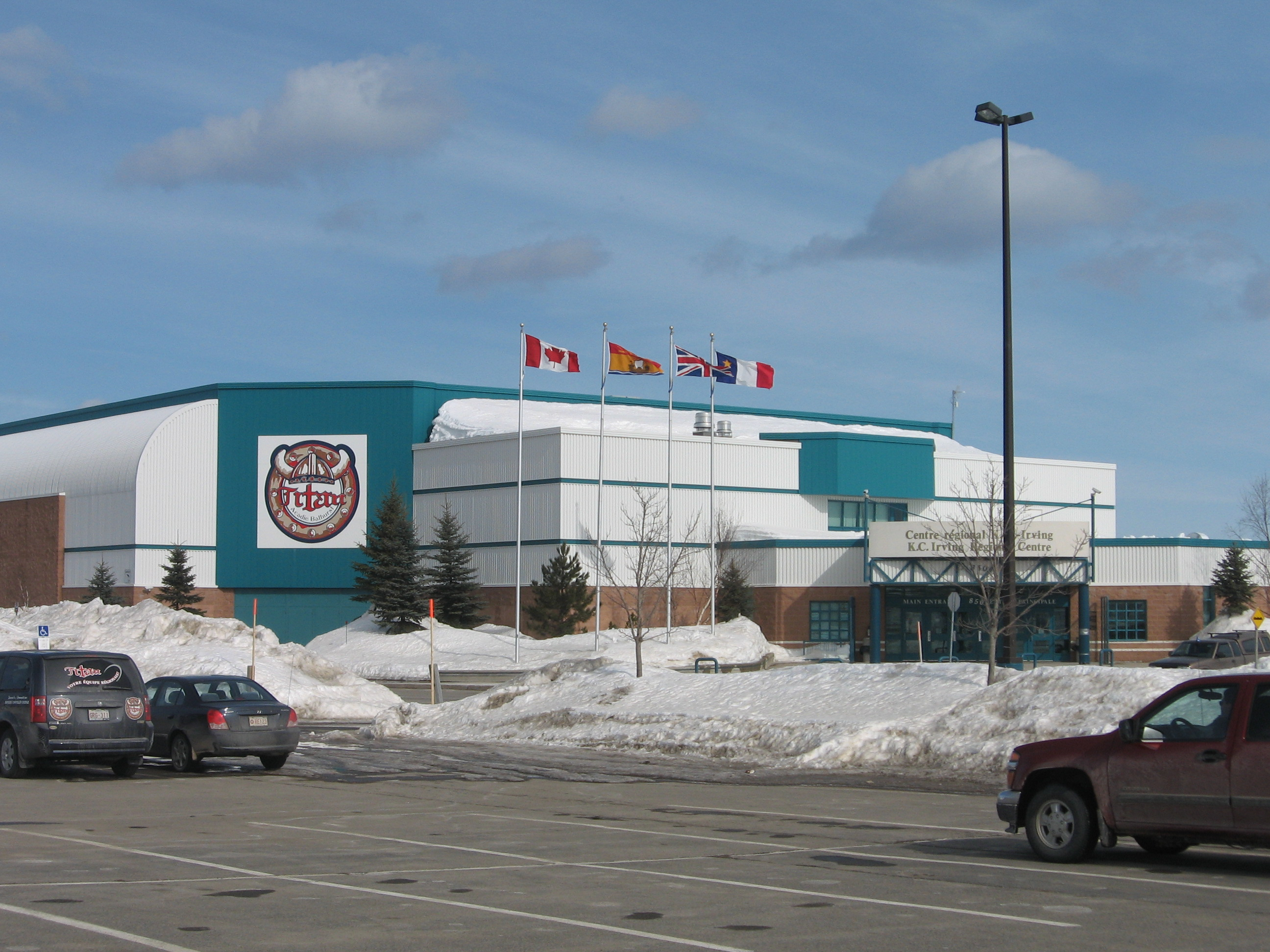
Le centre régional K.C. Irving à Bathurst, Nouveau-Brunswick, nommé en l'honneur de Kenneth Colin Irving

De nombreuses composantes du groupe de sociétés Irving sont créées ou acquises par K. C. Irving au cours de sa période active d’entrepreneuriat entre les années 1920 et 1970. Après sa retraite aux Bermudes dans les années 1970, le conglomérat est dirigé par ses trois fils de la même manière, demeure relativement intact et maintient une forte intégration verticale. Les sociétés sont divisées en divisions similaires, chacune contrôlée par l'un des fils de K. C. Irving et leurs enfants respectifs.
- James K. Irving (1928-2024) (aussi connu sous le nom de « JK ») est propriétaire et responsable de J. D. Irving, Limited et de ses filiales. Ce conglomérat possède des intérêts dans plusieurs secteurs, notamment la foresterie, les produits forestiers intégrés, les matériaux de construction, les aliments surgelés, le transport, les compagnies maritimes et la construction navale.
- Arthur Irving (1930-2024) (aussi connu sous le nom de « Art ») est propriétaire et responsable d'Irving Oil et de ses filiales. Ce conglomérat est propriétaire de ses magasins de détail, de ses raffineries de pétrole, de ses pétroliers et de ses terminaux et installations de distribution.
- John E. Irving (1932-2010) (aussi connu sous le nom de « Jack ») est propriétaire et responsable d'Ocean Capital, qui comprend des sociétés telles que Commercial Properties, OSCO Construction Group, Source Atlantic et Acadia Broadcasting, Limited.

## J. D. Irving, Limited
J. D. Irving, Limited est un holding qui couvre principalement les activités du groupe dans les secteurs des pâtes et papiers, du transport et de la construction navale.

### Agriculture et alimentation

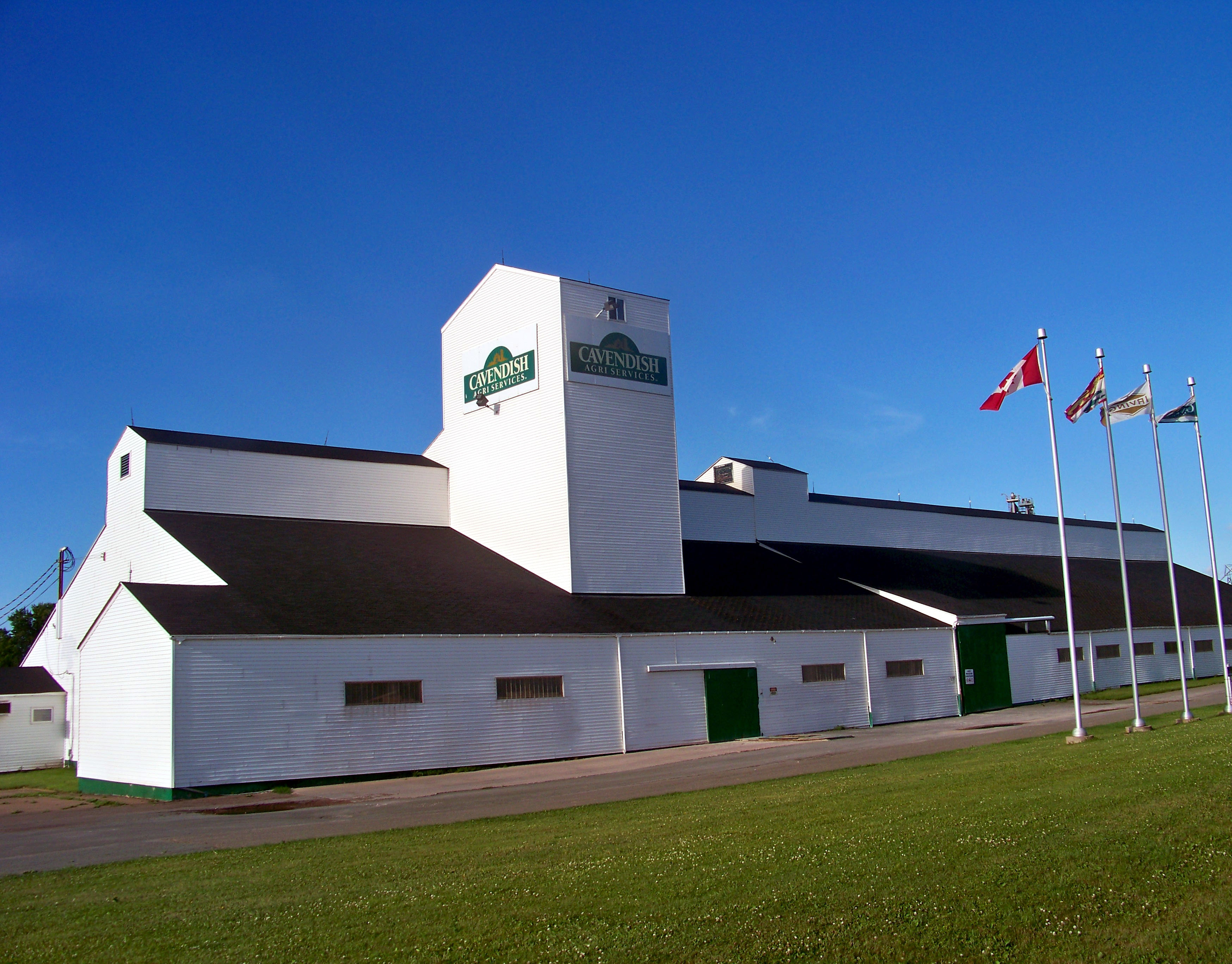
Cavendish Farms, Kensington, Île-du-Prince-Édouard

Les sociétés dans les domaines de l'agriculture et de l'alimentation du groupe sont :
- Cavendish Agri Services
- Cavendish Farms[2] — comprend les divisions de vente au détail et de restauration
  - Indian River Farms
  - Riverdale Foods[3]
- Juniper Farms[4]

### Construction et équipement
Les sociétés dans les domaines de la construction et de l'équipement du groupe sont :
- CFM Service (fusion de Custom Fabricators & Machinists, Atlantic Quality & Technical Services et Atlantic NDT Inc.) 
- Gulf Operators
- Irving Equipment (location de grues, levage de charges lourdes, transport spécialisé, battage de pieux et services de gestion de projets)
- Atlantic Wallboard
- Kent Homes
- Kent Mobile Shelters
- Grandview Civil Contractors
- Pumps Plus

### Sylviculture et produits forestiers

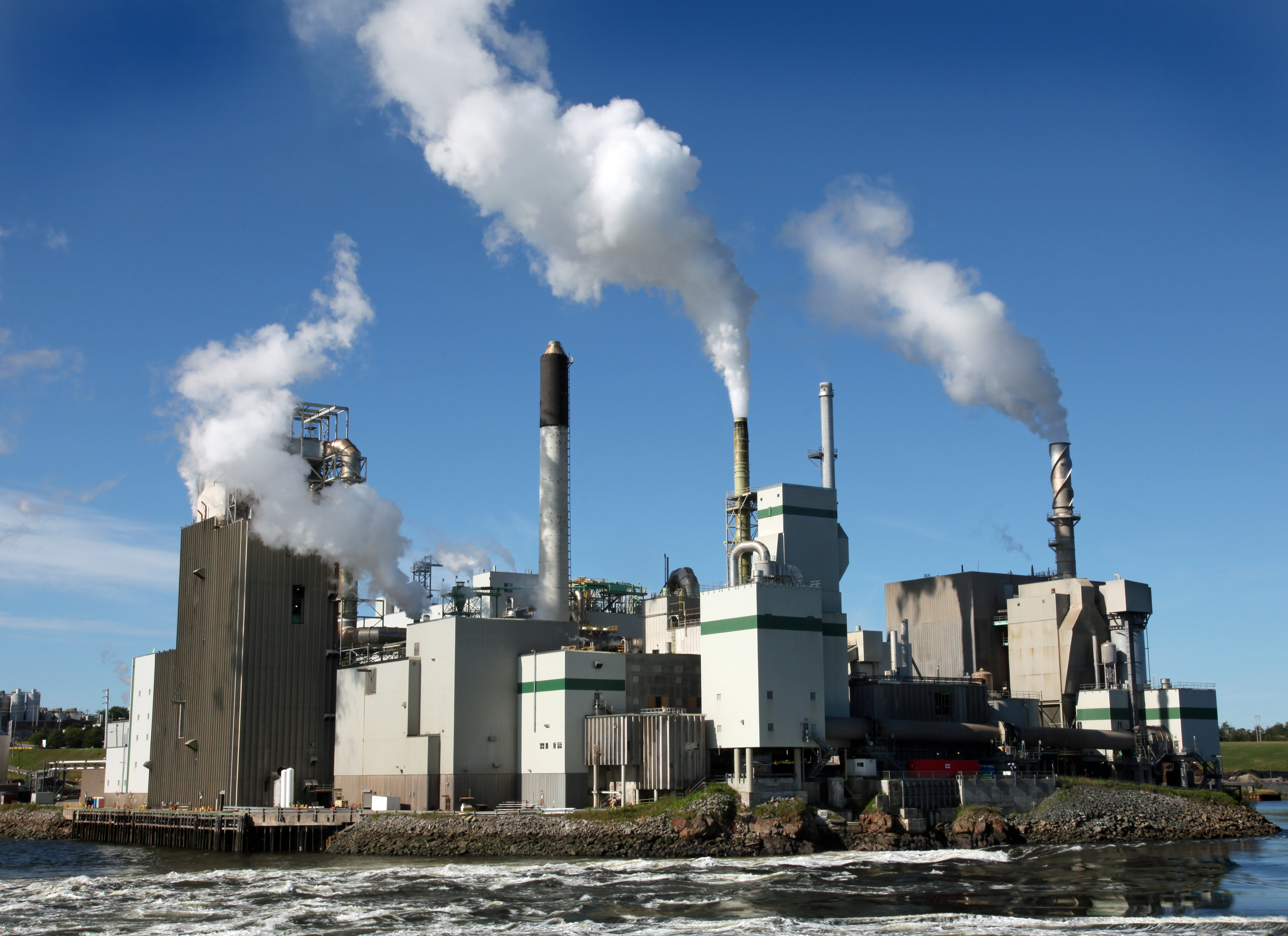
Irving Pulp & Paper Limited à Saint-Jean, 2019

La division Pâtes et papiers, la division Scieries et forêts de JDI comprend les sociétés forestières et de produits forestiers suivantes :
- Irving Lumber & Value-Added Products
- Irving Pulp & Paper
- Irving Paper Ltd.
- Irving Tissue
- Irving Woodlands
- Irving Sawmills
- Grand River Pellets
- Maritime Innovation
- Clearwater Construction
- Juniper Organics
- Forest Patrol
- Irving Forest Services
- Lake Utopia Paper
- St. George Power — centrale hydroélectrique au fil de l'eau

### Produits de consommation Irving

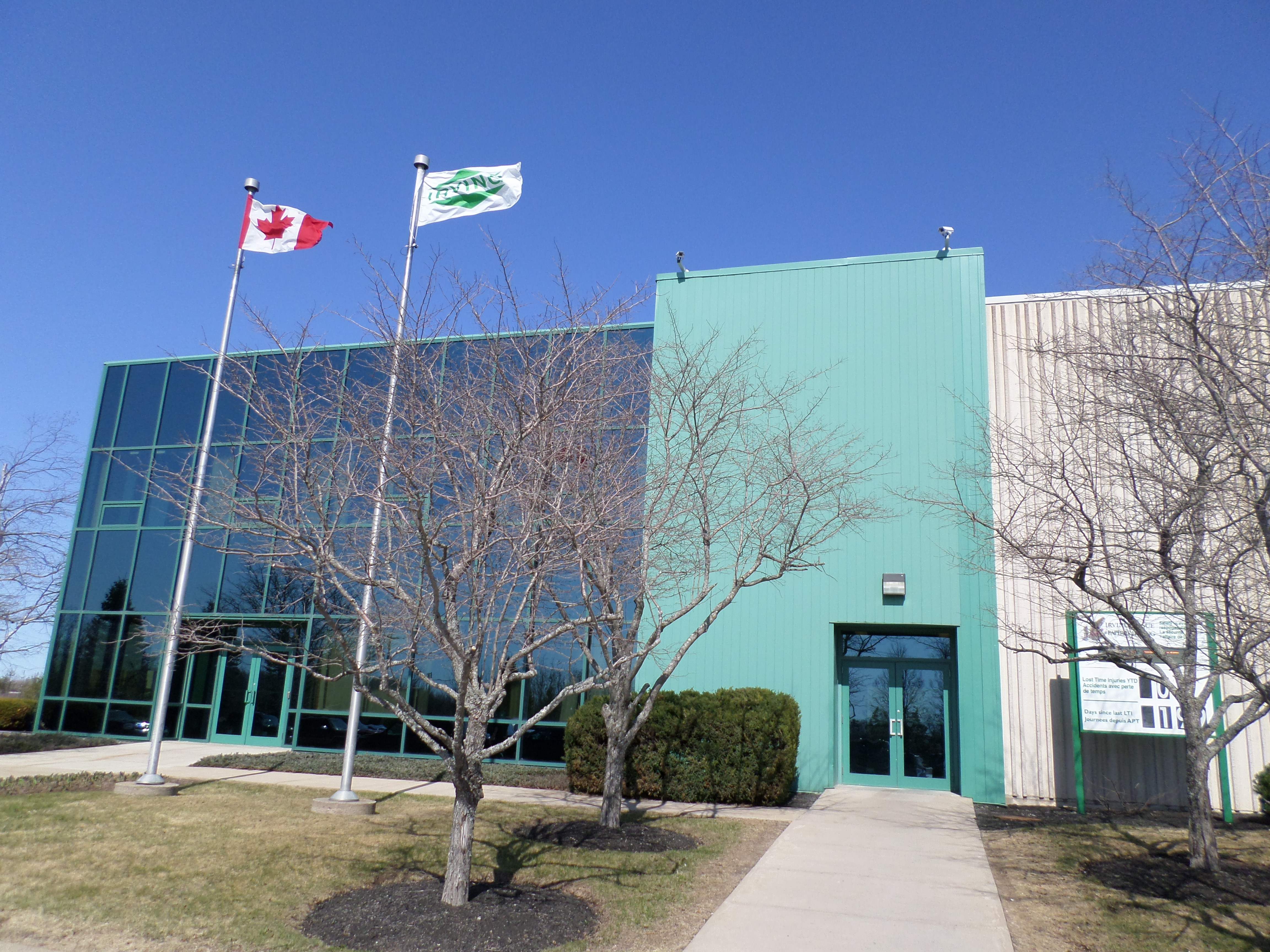
Usine d'Irving Tissue à Dieppe, 2015

Irving Consumer Products comprend plusieurs produits de papier tissu de marque et de marque privée.
Irving Consumer Products exploite cinq usines de fabrication de papier tissu : trois au Canada ( Saint-Jean, Dieppe et Toronto) et deux aux États-Unis (Fort Edward et Macon).
- Irving Tissue (Royale, Majesta, Scotties (États-Unis))
- Irving Personal Care — le seul fabricant de couches et de culottes d'entraînement pour bébés au Canada

### JDI Integrated Logistics
JDI Integrated Logistics (anciennement Irving Transportation Services) est la division transport et logistique de l'entreprise, qui possède plusieurs réseaux ferroviaires dans le Maine et au Nouveau-Brunswick, ainsi que d'importantes entreprises de camionnage.
- Atlantic Towing
- Midland
  - Midland Transport
  - Midland Courrier
  - Midland Logistics & Freight Brokerage

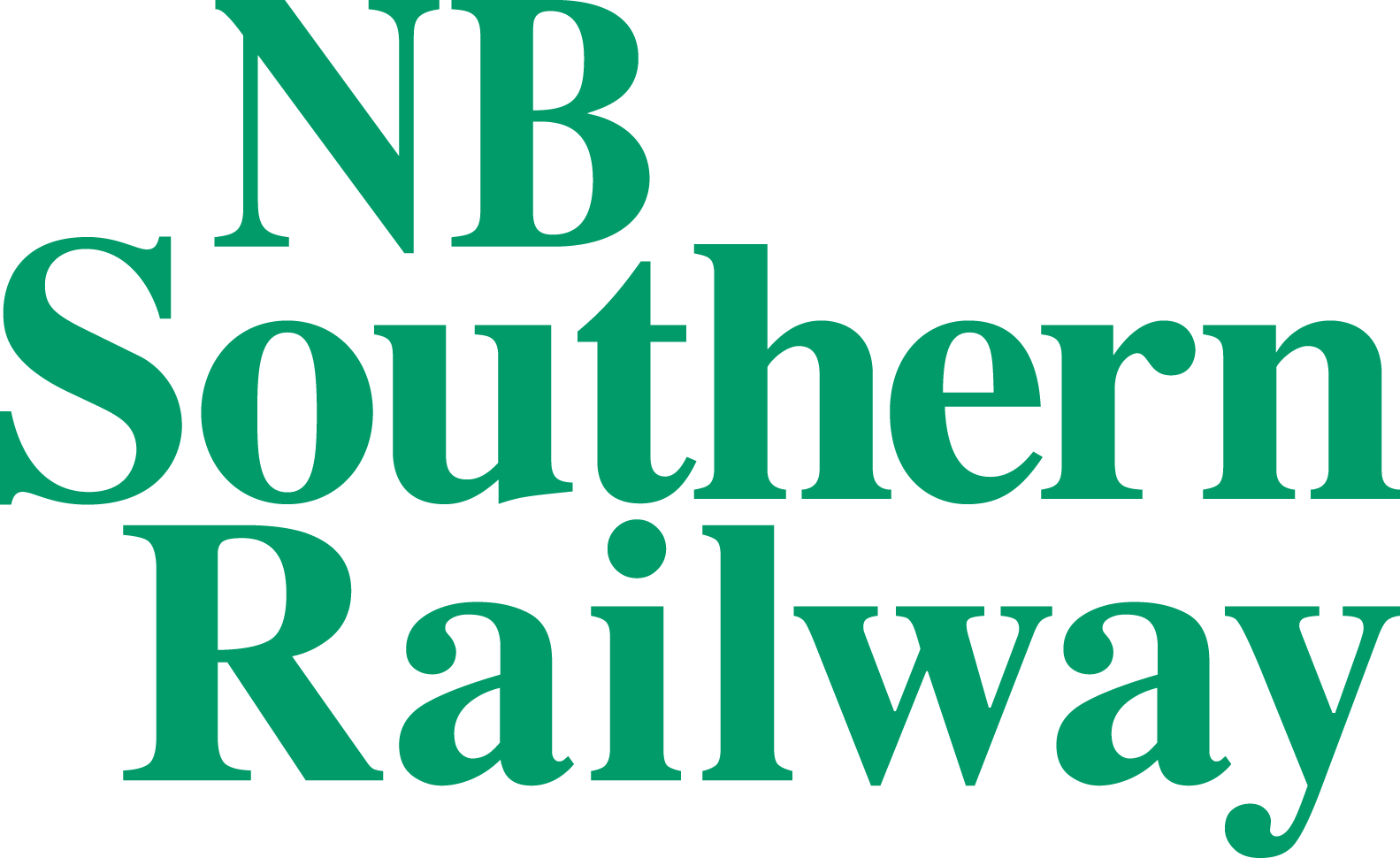

- New Brunswick Railway (chemins de fer NBM)
  - Compagnie des chemins de fer du Sud du Nouveau-Brunswick Ltée
  - Compagnie des chemins de fer de l'Est du Maine Ltée.
  - Compagnie des chemins de fer du Nord du Maine Ltée.

- RST Industries
- Sunbury Transport
- Kent Line
- JDI Logistics
- Harbour Development

### Commerce de détail et distribution

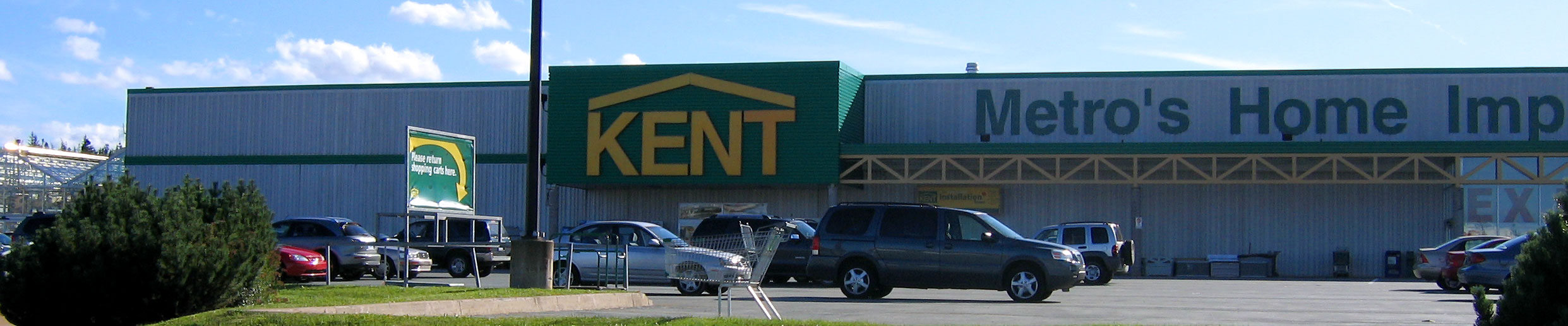
Kent Building Supplies à Halifax, 2007

Irving Retail Services comprend plusieurs services de vente au détail et fournisseurs interentreprises.
- Chandler Sales
- Kent Building Supplies
- Universal Truck & Trailer (UTT) — le plus grand concessionnaire de poids lourds, de camions et de remorques du Canada atlantique
- Plasticraft Digital & Specialty Printing — fournisseur d'impression numérique et spécialisée à service complet
- Atlas Structural Systems — fabricant de systèmes structurels préfabriqués
- Industrial Commercial Supplies (ICS) — détaillant de matériaux de construction commerciaux et industriels
- Maritime Home Improvement
- Bayside Distribution

### Construction navale et fabrication industrielle

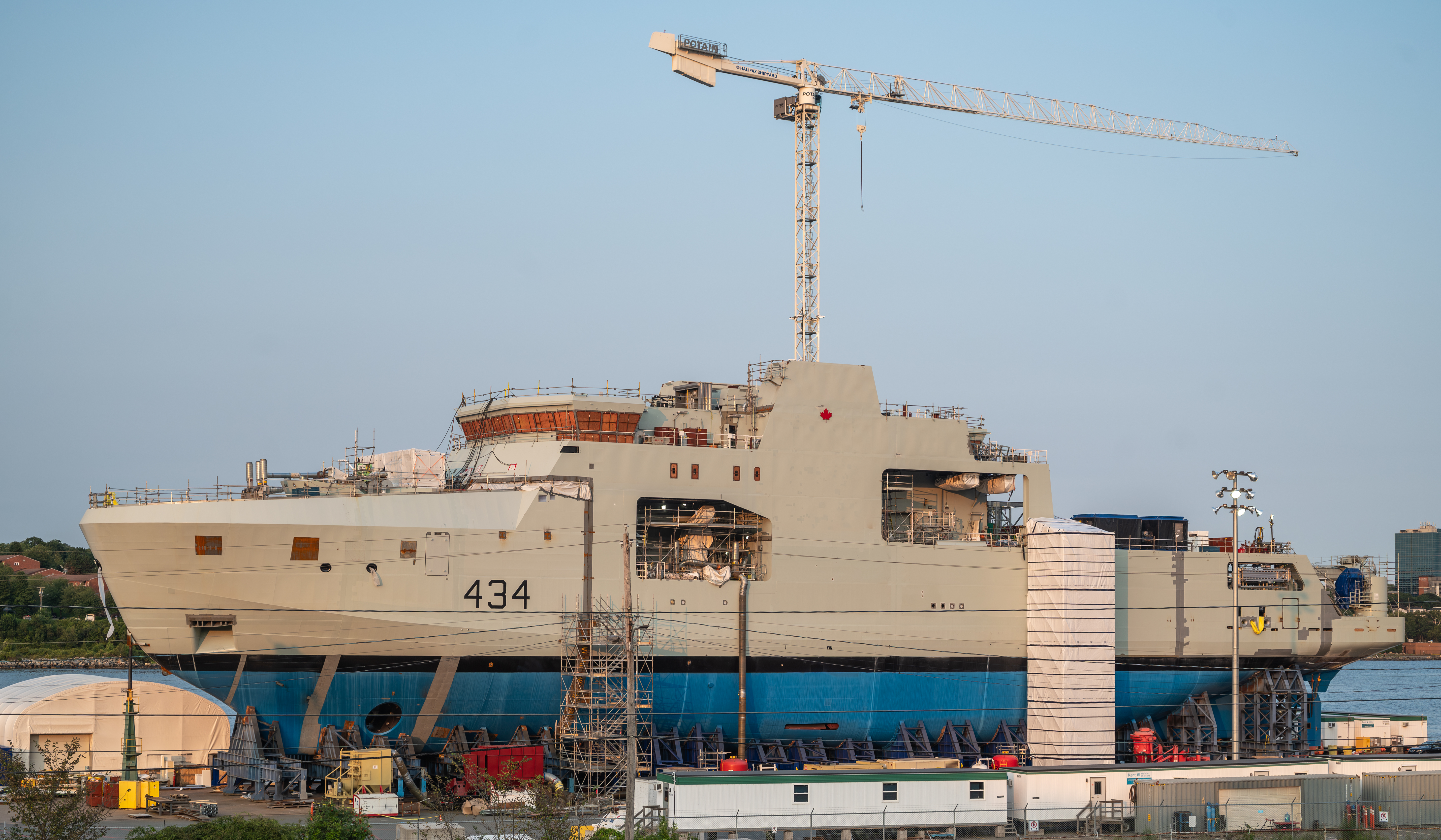
Le en construction au, 2023

Les entreprises et installations de construction navale et de fabrication industrielle de JDI comprennent :
- Irving Shipbuilding 
  - Bluenose Building
  - Chantier naval d'East Isle
  - Chantier naval d'Halifax
  - Marine Fabricators
  - Construction navale de Saint John
  - Woodside Industries

- Fleetway, Inc.
  - Oceanic Consulting Corporation

### Autres filiales
- Protrans Personnel Services Inc.[14]
- Industrial Security Inc.
- Trans-Canada College
- Wildcats de Moncton

### Anciennes filiales
- Acadian Lines Ltd.
- SMT (Eastern) Ltd. Bus Lines
- Saint John City Transit
- Irving Industrial Rentals
- Lexi-Tech International
- Barrington Environmental Services
- Barrington Industrial Services
- Commercial Equipment
- Maritime Tire
- MITI (Xwave)
- Hawk Communications
- Steel and Engine Products Ltd.
- Scot Truck
- MITV (maintenant CIHF-DT et CHNB-DT)
- CHSJ-TV (maintenant CBAT-DT)
- Shelburne Ship Repair — vendu à Mersey Seafoods en 2022

#### Brunswick News
Jusqu'en 2022, J. D. Irving était propriétaire de Brunswick News, le plus grand éditeur de journaux du Nouveau-Brunswick et propriétaire des trois principaux journaux de la province. Le 17 février 2022, Postmedia Network annonce qu'il achète l'éditeur à la société Irving.
- Telegraph-Journal (Saint-Jean)
- Times & Transcript (Moncton)
- Le Daily Gleaner (Fredericton)
- La Tribune (Campbellton)
- La Voix du Restigouche (Campbellton)
- Le Clairon-Observateur (Woodstock)
- Le Journal Madawaska (Edmundston)
- L'Étoile (diverses éditions)

- Édition provinciale
- Édition La Cataracte (Grand-Sault)
- Édition Chaleur (Bathurst)
- Édition Dieppe (Dieppe)
- Édition Kent (Grand-Bouctouche)
- Édition Péninsule (Shippagan)
- Édition République (Edmundston)
- Édition Restigouche (Campbellton)
- Édition Shédiac (Shédiac)

- Registre du comté de Kings (Sussex)
- Chef de Miramichi (Miramichi)
- L'Aurore boréale (Bathurst)
- Ici (Saint-Jean, Moncton, Fredericton)

## Irving Oil, Limited

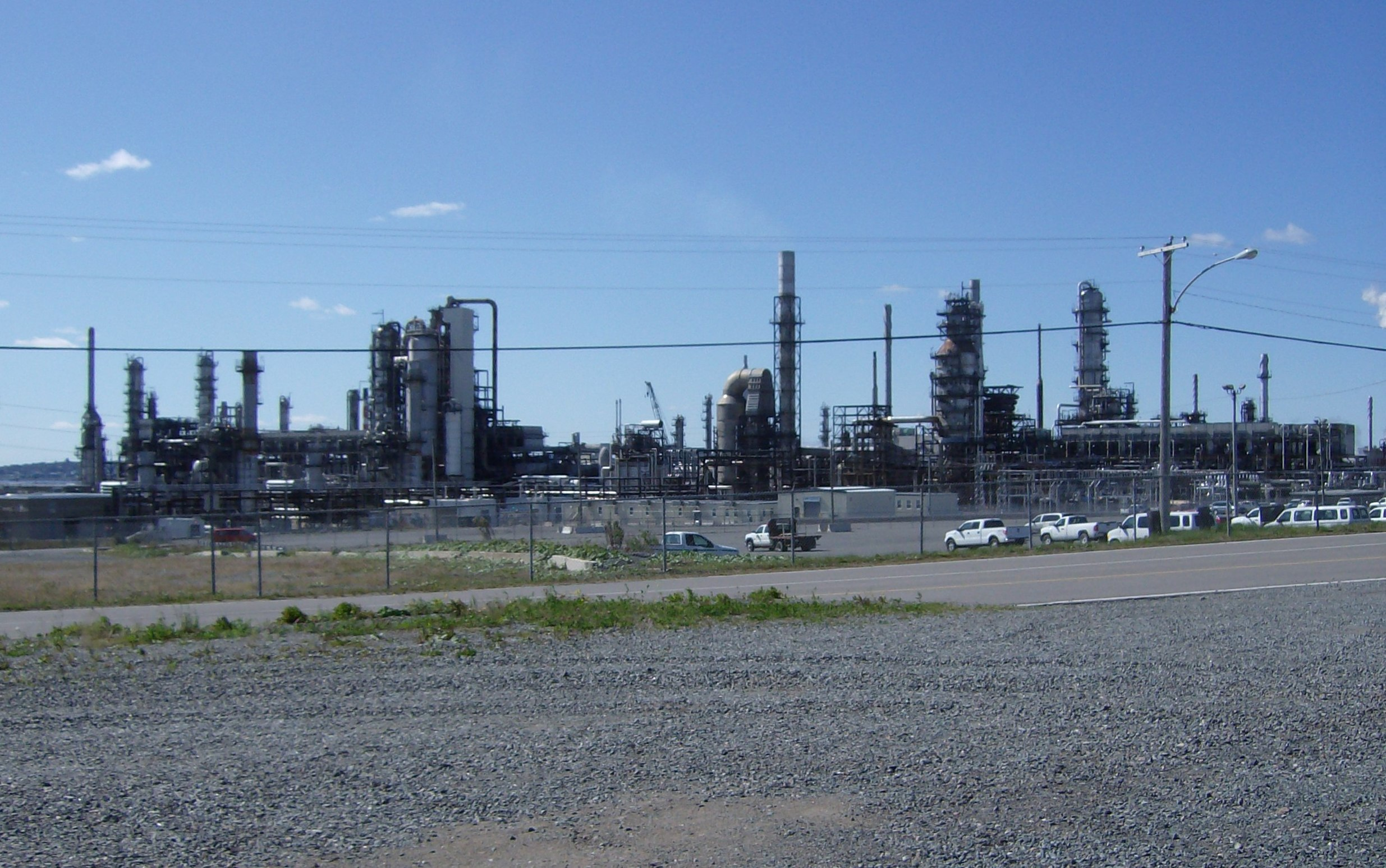
Raffinerie Irving Oil de Saint John

- Raffinerie Irving Oil de Saint John [16]
- Raffinerie de Whitegate [16]
- Irving Energy Services Ltd. (combustible de chauffage domestique)
- Distribution et commercialisation d'énergie Irving
- Irving Propane (anciennement Atlantic Speedy Propane)
- Irving Aviation — fournisseur de carburant d'aviation et propriétaire de FBO au Canada atlantique
  - FBO de Gander à l'aéroport international de Gander
  - FBO de Goose Bay à l'aéroport de Goose Bay
  - FBO de St. John's à l'aéroport international de St. John's
  - Halifax FBO à l'aéroport international Stanfield
- Fort Reliance
  - Portage Energy Limited
- Canaport (en) — terminal de transport de pétrole brut ultra-large en eau profonde [17]
- Irving Blending & Packaging — lubrifiants et dégraissants pour véhicules automobiles et commerciaux
- Plus de 1 200 points de vente au détail dans l'est du Canada et en Nouvelle-Angleterre, y compris plusieurs grands arrêts
- Une flotte de semi-remorques livrant une variété de carburants à ses clients grossistes, commerciaux et de détail
- Plus d'une douzaine de terminaux de distribution régionaux

## Ocean Capital
- Source Atlantic (un groupe incluant les sociétés Gilco Bearings, Mobile Valve, Thornes, Rubber & Rigging, Engineered Products & Services, NL Eldridge, Schooner Industrial, Millennium Welding, Moore Industrial Edmonton Regina Saskatoon Winnipeg and Calgary)
- PetroService, Limited
- Commercial Properties Limited
- OSCO Construction Group
  - Steel
    - Ocean Steel Ltd. (acier de construction et barres d'armature)
    - Ocean Steel Corp. (acier de construction)
    - Allstar Rebar
    - York Steel

  - Concrete
    - Strescon Ltd. (béton précontraint coulé)
    - Borcherdt Concrete Products
    - OSCO Concrete
    - OSCO Aggregates

  - Construction (construction commerciale, institutionnelle et industrielle)
    - FCC Construction & Engineering
    - Marque Construction
- Acadia Broadcasting Ltd. (auparavant New Brunswick Broadcasting Company)

17 stations de radio détenues et exploitées par Acadia Broadcasting
- CKBW-FM, CJHK-FM (Bridgewater)
- CHSJ-FM, CHWV-FM (Saint-Jean)
- CHTD-FM (Saint-Stephen)

- Northwoods Broadcasting Ltd.

- CKDR-FM (Dryden)
- CFOB-FM (Fort Frances)
- CJRL-FM (Kenora)
- CKTG-FM, CJUK-FM (Thunder Bay)

## Critiques

### Transparence
Étant des sociétés privées, les sociétés du groupe Irving sont critiquées pour le peu d'information qu'il en est possible d'obtenir. Effectivement, les informations pouvant être obtenues sont moindres que pour des sociétés cotées en bourse.

### Intégration verticale
Les sociétés Irving sont parfois critiquées pour leur intégration verticale. Effectivement, les acquisitions du conglomérat au fil du temps tendent à faire en sorte que la société possède l'entièreté de la chaîne de production. Par exemple, la Raffinerie Irving (filiale d'Irving Oil) qui distribue ses produits dans des points de vente qu'il possède, et ce, en passant par les filiales de transport de J.D. Irving (RST, Midland, NB Southern, Sunbury) et diverses entreprises de construction et d'ingénierie. Un autre exemple est la société privée de surveillance, Industrial Security Ltd., qui surveille les installations de l'entreprise.